# Škoda 1000 MB
Škoda 1000 MB — чехословацкий автомобиль малого класса с заднемоторной компоновкой, серийно производившийся компанией AZNP (Automobilové závody národní podnik, чешск.) с 1964 по 1969 год. С 1966 года параллельно выпускалась более мощная версия 1100MB и двухдверный хардтоп модели 1000 MBX, обозначавшийся как «Coupé». Литеры «MB» в обозначении означали Млада-Болеслав (Mladá Boleslav) — название города, в котором располагается завод легковых автомобилей марки Škoda.

## История создания
В 1955 году, сразу после освоения в производстве малых автомобилей классической компоновки моделей Škoda 440, конструкторы «Шкоды» начали разработку новой, более совершенной конструкции, которая выпускалась бы на вновь построенном для этого заводе. Поскольку объём производства «народного автомобиля» с целью полного удовлетворения как внутреннего спроса, так и экспортных задач по расчётам должен был составлять не менее 600 автомобилей в день (180—200 тысяч в год), с учетом материального баланса ресурсов техническое задание было сформулировано следующим образом: масса не более 700 кг, расход топлива не более 6-7 литров на 100 км, четырёхместный несущий кузов с достаточно просторным салоном, простота конструкции и технологичность при массовом производстве, минимальные потребности в поставках из-за границы.
Для наилучшего удовлетворения этим требованиям, следовало разместить двигатель непосредственно у ведущей оси. Это позволило бы убрать карданный вал с его туннелем, тем самым — увеличить пространство салона, уменьшить массу, упростить и удешевить производство.
Известно две компоновки, позволяющие это сделать: заднемоторная и переднеприводная. Во второй половине пятидесятых наиболее распространена была первая, передний привод же был редкостью, и использовался на считанных моделях европейских автомобилей — ряде французских — Panhard, Citroën, немецких DKW и их наследниках из ГДР, шведских SAAB.
Заднемоторная компоновка оценивалась в те годы как очень перспективная, и воспринималась по сравнению с «классической» как прогресс благодаря таким нововведениям, как независимая подвеска всех колёс и двигатель с едином блоке с трансмиссией. Её использовали такие удачные модели, как — в первую очередь — Volkswagen Käfer, а также Fiat 500 и Fiat 600, NSU Prinz, Renault Dauphine, и многие другие.
Поэтому наиболее логичным был выбор для новой модели заднемоторной, заднеприводной компоновки, тем более, что к тому времени она была хорошо отработана автомобильной промышленностью Чехословакии на моделях большого и среднего классов (Tatra T77, 87 и 97, Tatraplan). Помимо прочего, это позволило благодаря свойственной заднемоторной компоновке постоянной хорошей загрузке ведущих колёс получить лучшую проходимость и более стабильный разгон.
Тем не менее, в 1956 году с целью более детального изучения вариантов перспективной концепции было изготовлено четыре прототипа: Škoda 976 с двигателем водяного охлаждения объемом 988 см³ впереди и передним приводом, Škoda 977 с двигателем водяного охлаждения такого же объема сзади и приводом на задние колеса (испытывался также прототип 977/I с двигателем воздушного охлаждения объемом 1035 см³, который оказался шумным и маломощным) и Škoda 978 классической компоновки с тем же двигателем водяного охлаждения впереди и приводом на задние колеса. Последний прототип оказался на 15 % тяжелее остальных и дороже в производстве, кроме того, он сильно напоминал предыдущую, «временную» модель Škoda 440 и в таком виде не устраивал руководство страны, поэтому было принято решение от его дальнейшего развития отказаться.
Наиболее смелым решением был бы выбор переднеприводной концепции Škoda 976, однако к тому времени в Чехословакии отсутствовало производство ключевого агрегата: шарниров равных угловых скоростей (хотя до 1952 года в стране небольшими сериями производился довольно удачный автомобиль малого класса «Aero Minor» аналогичной концепции, но его ШРУСы изготавливались вручную на металлорежущих станках), и ни его импорт, ни закупка лицензии у иностранных производителей не были в то время приемлемым решением, а разработка собственной конструкции и её внедрение «с нуля» в расчете на массовое производство потребовала бы, как считалось, чрезмерных затрат времени и усилий.
Таким образом, единственным реальным решением оказался вариант «все сзади», хотя при нем пришлось пожертвовать возможностью дальнейшей разработки кузовов типа универсал, фургон и пикап, характерных для всех предыдущих поколений марки (в результате чего соответствующие модели Škoda 1202 и Škoda Octavia Combi вынужденно производились до начала 70-х годов, будучи уже безнадежно морально и технически устаревшими).
Первоначально планировалось построить завод и поставить в производство новую модель к концу 50-х годов, тем не менее по ряду причин модель была запущена в серию только в 1964 году. Впоследствии на базе модели «1000 MB» было создано целое семейство заднемоторных автомобилей.

## Описание
Škoda 1000 MB представляла собой автомобиль длиной с советский «Москвич-412», но несколько шире и немного ниже, с привлекательным и оригинальным дизайном, выделяющимся среди аналогичных заднемоторных «малолитражек» тех лет и по сравнению с ними в большей степени тяготеющим к стилю «обычных», переднемоторных автомобилей. Последний факт обеспечил модели успех среди консервативных покупателей на рынках таких стран, как Великобритания.
При длине 4,2 метра, Škoda имела широкий, весьма просторный для её класса салон с хорошей отделкой. В отличие от переднемоторных заднеприводных автомобилей, в салоне почти полностью отсутствовал «горб» над карданным валом и коробкой передач. Багажник, расположенный спереди, также имел большой размер для этого класса.

### Двигатель
Рядный четырехтактный четырехцилиндровый верхнеклапанный двигатель литрового объема мощностью 40,5 л.с. (у первых прототипов, в дальнейшем мощность росла) располагался сзади, но имел водяное охлаждение, а не воздушное, что позволило уменьшить шумность, улучшить его температурный режим и организовать отопление салона. Между тем, практика показала, что расположение радиатора непосредственно в моторном отсеке — не самое удачное решение: перегрев всё же иногда случался, кроме того отопление салона было затруднено (отопитель располагался за спинкой заднего сидения); поэтому на последующих моделях «Шкоды» радиатор вынесли вперёд, в багажник.
Необычной чертой мотора модели «1000 MB» было сочетание алюминиевого блока цилиндров с отлитой из чугуна головкой, — чаще применяют наоборот чугунный блок и алюминиевую головку цилиндров. В моторном отсеке двигатель располагался наклонно (вправо на 30°) с целью экономии места. Силовой агрегат обеспечивал автомобилю приемлемые для его времени и класса динамические характеристики.
Четырёхступенчатая коробка передач сблокирована с двигателем и главной передачей. Её передаточные числа:
| Передача | Передаточное число | Перед. число общее с главной парой 4,44 : 1 | Перед. число общее с главной парой 4,66 : 1 |
| -------- | ------------------ | ------------------------------------------- | ------------------------------------------- |
| I        | 3,80 : 1           | 16,87 : 1                                   | 17,71 : 1                                   |
| II       | 2,12 : 1           | 9,41 : 1                                    | 9,88 : 1                                    |
| III      | 1,41 : 1           | 6,26 : 1                                    | 6,57 : 1                                    |
| IV       | 0,96 : 1           | 4,26 : 1                                    | 4,47 : 1                                    |
| R        | 3,27 : 1           | 14,52 : 1                                   | 15,24 : 1                                   |

### Кузов
Кузов имел достаточно простую конструкцию, в которой внешние навесные панели имели разъёмные болтовые соединения и допускали лёгкую замену при ремонте.

## Экспорт
Автомобиль был очень удачным и хорошо продавался не только в Чехословакии, но и в странах Запада.
Например, в 1965 году он был представлен в Великобритании и быстро завоевал там популярность. Кредо этого автомобиля на английском рынке было — «много автомобиля за те же деньги». По размеру «Шкода» соответствовала таким местным переднемоторным, заднеприводным моделям, как  Ford Cortina или Hillman Minx, но была дешевле (£579 против £592 и £636 соответственно), и при этом просторнее и лучше оснащена — имела в базовой комплектации независимую подвеску всех колёс, регулируемые передние сидения, мощный отопитель с противообледенителем стёкол, полный набор инструмента для ремонта и обслуживания.
Хорошая комплектация при невысокой цене вообще была свойственна в те времена представленным на внешних рынках автомобилям из соцстран. Конкурентный «Шкоде» и появившийся на английском рынке одновременно с ней советский «Москвич-408» «классической» компоновки, при сравнимых цене, дизайне и габаритах, был тяжелее её на 240 кг, выигрывал в мощности двигателя и прочности конструкции, но проигрывал по энерговооруженности, вместимости, управляемости и качеству отделки.

## Модернизации
Автомобиль был незначительно модернизирован несколько раз — в 1966, 68 и 69 годах.
С 1966 года к базовой модификации добавилась более мощная «1100 MB» с двигателем увеличенного рабочего объёма. Также был запущен в производство двухдверный хардтоп «1000 MBX». В 1968 году появился его вариант с более мощным двигателем — «1100 MBX».
В августе 1969 года автомобиль был снят с производства и заменён семейством Škoda 100. Эти также заднемоторные — явно устаревшая концепция для конца шестидесятых годов ввиду массового распространения переднего привода — автомобили имели более современный дизайн, но технически остались достаточно близки к своим предшественникам (Škoda S100 рассматривалась как переходная модель перед готовившимися к производству в начале 70-х годов моделями с классической компоновкой — Škoda 720 и Škoda 740; проект был ликвидирован по ряду причин, а заднемоторные автомобили остались на конвейере до конца 80-х).
Всего было выпущено 443 903 автомобилей семейств «1000 MB» и «1100 MB». Серия MBX среди них является самой редкой — было выпущено всего 2 517 автомобилей при первоначальном плане до 70 000 (кузов хардтопа на базе чрезмерно облегченного седана оказался недостаточно прочен на кручение, что приводило к перекосам и неплотному закрытию дверей, затеканию через уплотнители стекол и дверей и т.п., в результате чего интерес на зарубежных рынках к данной модели быстро угас).

## Статистика выпуска и розничные цены
| Модель          | Тип                  | Годы выпуска | Выпущено | Кузов            | Двигатель                                        |
| --------------- | -------------------- | ------------ | -------- | ---------------- | ------------------------------------------------ |
| 1000MB          | Typ 990 (с 1966—721) | 1964—1969    | 349 348  | 4-дверн. седан   | 988 см³, 31 кВ (42 л.с.)                         |
| 1000MB de Luxe  | Typ 721              | 1966—1969    | 65 502   | 4-дверн. седан   | 988 см³, 35 кВ (48 л.с.)                         |
| 1000MBG de Luxe | Typ 710              | 1966—1968    | 3 287    | 4-дверн. седан   | 988 см³ (с двумя карбюраторами), 38 кВ (52 л.с.) |
| 1000MBX de Luxe | Typ 990T             | 1966—1968    | 1 403    | 2-дверн. «Coupé» | 988 см³ (с двумя карбюраторами), 38 кВ (52 л.с.) |
| 1100MB de Luxe  | Typ 715              | 1968—1969    | 22 487   | 4-дверн. седан   | 1 107 см³, 38 кВ (52 л.с.)                       |
| 1100MBX de Luxe | Typ 723              | 1968—1969    | 1 114    | 2-дверн. «Coupé» | 1 107 см³, 38 кВ (52 л.с.)                       |

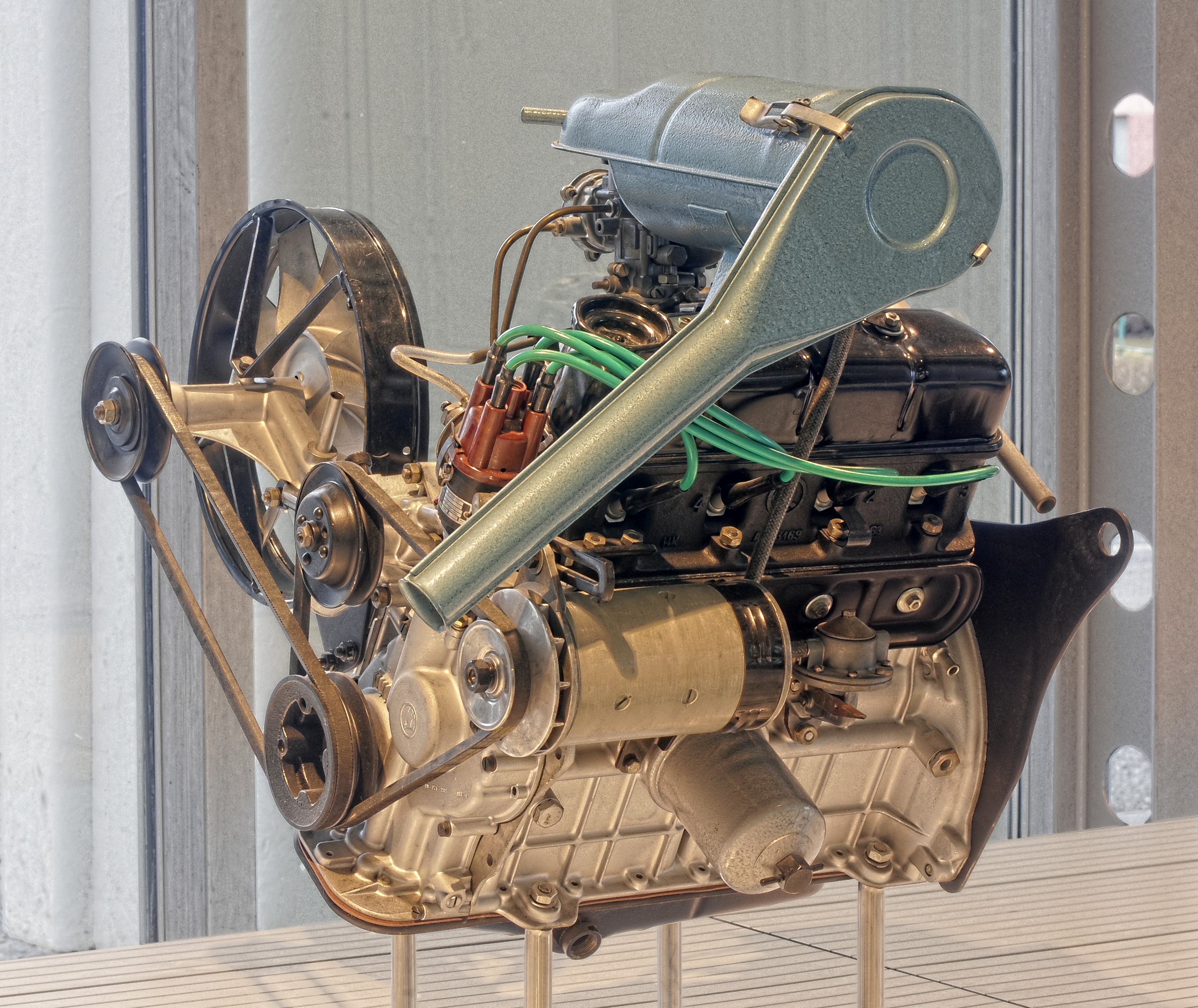

Также существовали не пошедшие в серию прототипы универсалов Архивная копия от 6 октября 2016 на Wayback Machine.
В 1964—1966 гг. модель 1000MB стоила 44 000 крон, после модернизации в 1966 году — 45 600 крон, 1000MB de Luxe — 48 900 крон, 1000MBG de Luxe — 49 900 крон, 1000MBX de Luxe — 52 200 крон. В 1968 цена на модель 1100MB de Luxe была повышена до 51 700 крон, а на 1100MBX de Luxe — до 52 900 крон (справочно: средняя заработная плата в стране в 1965 году составляла 1 450 крон, в 1969 году — 1 850 крон). Для сравнения: розничная цена модели Škoda Octavia Combi составляла в те же годы 43 000 крон, а Škoda 1202 STW — 44 000 крон (обе с двигателем 1221 см³ мощностью 48 л.с.; с 1969 г. — 51 л.с.).
При этом автомобили, как и ранее, начиная с 1955 года, продавались населению по предварительной записи и при наличии с момента подачи заявки на покупку суммы 30 000 крон, размещенной на специальном целевом депозите в сберегательной кассе (при снятии денег очередь аннулировалась). Кроме того, автомобиль до истечения двухлетнего срока с момента покупки можно было продать только официальному продавцу — государственной компании Mototechna n.p. — по расчетной остаточной стоимости. Оба положения действовали до 1972 года, когда спрос на легковые автомобили в целом в ЧССР был удовлетворен — в первой из стран социалистического лагеря.

## Изображения

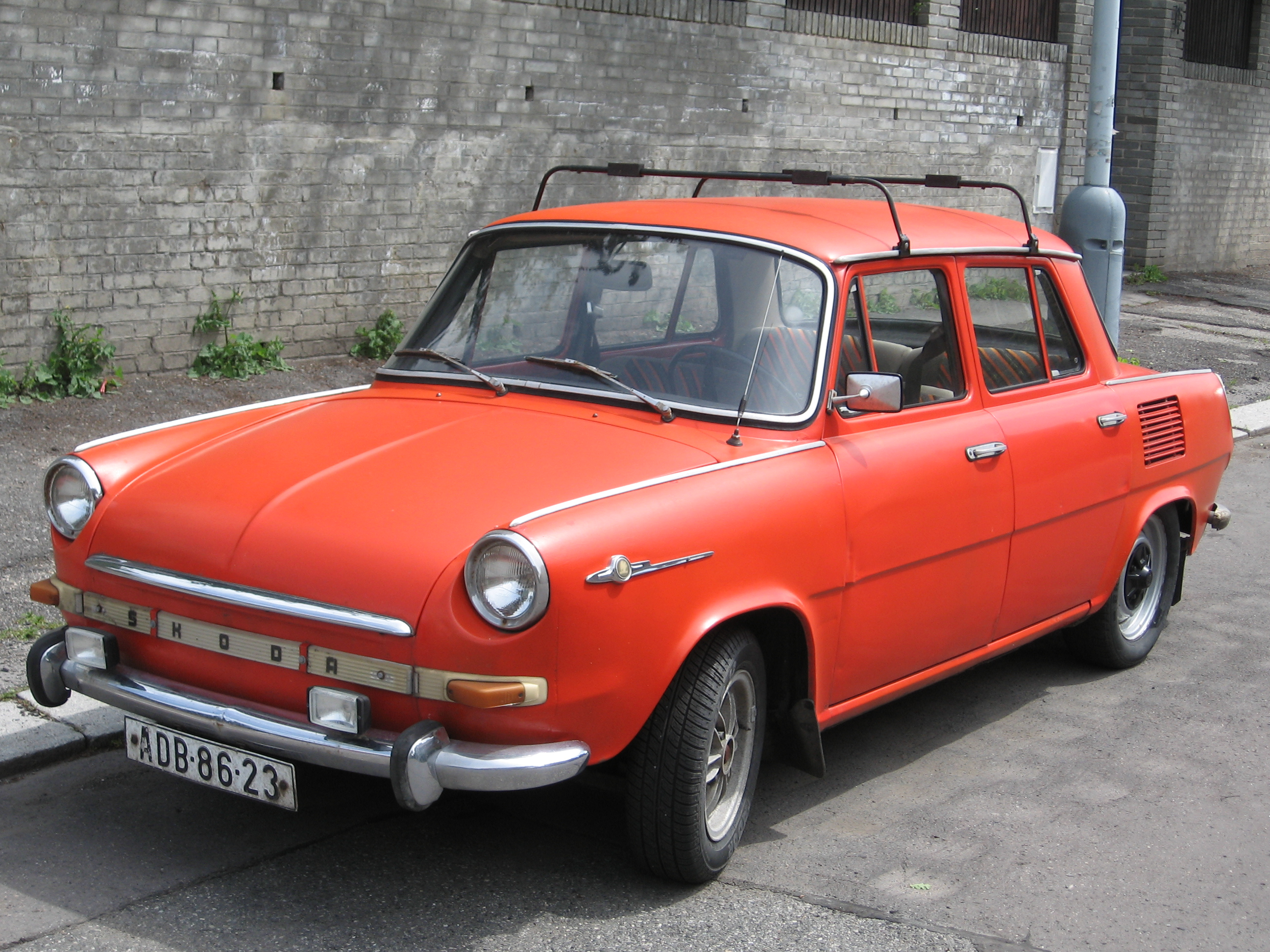
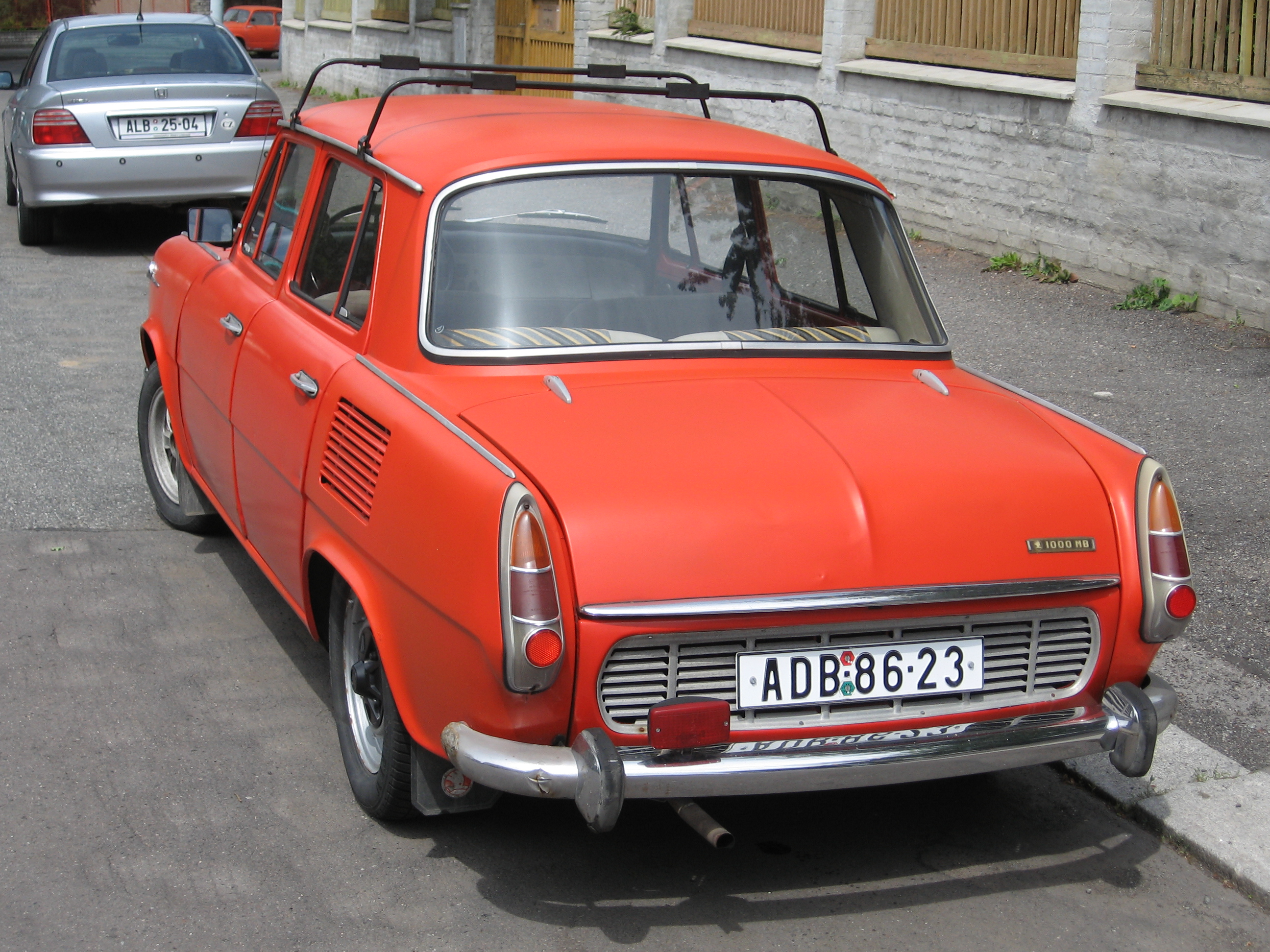
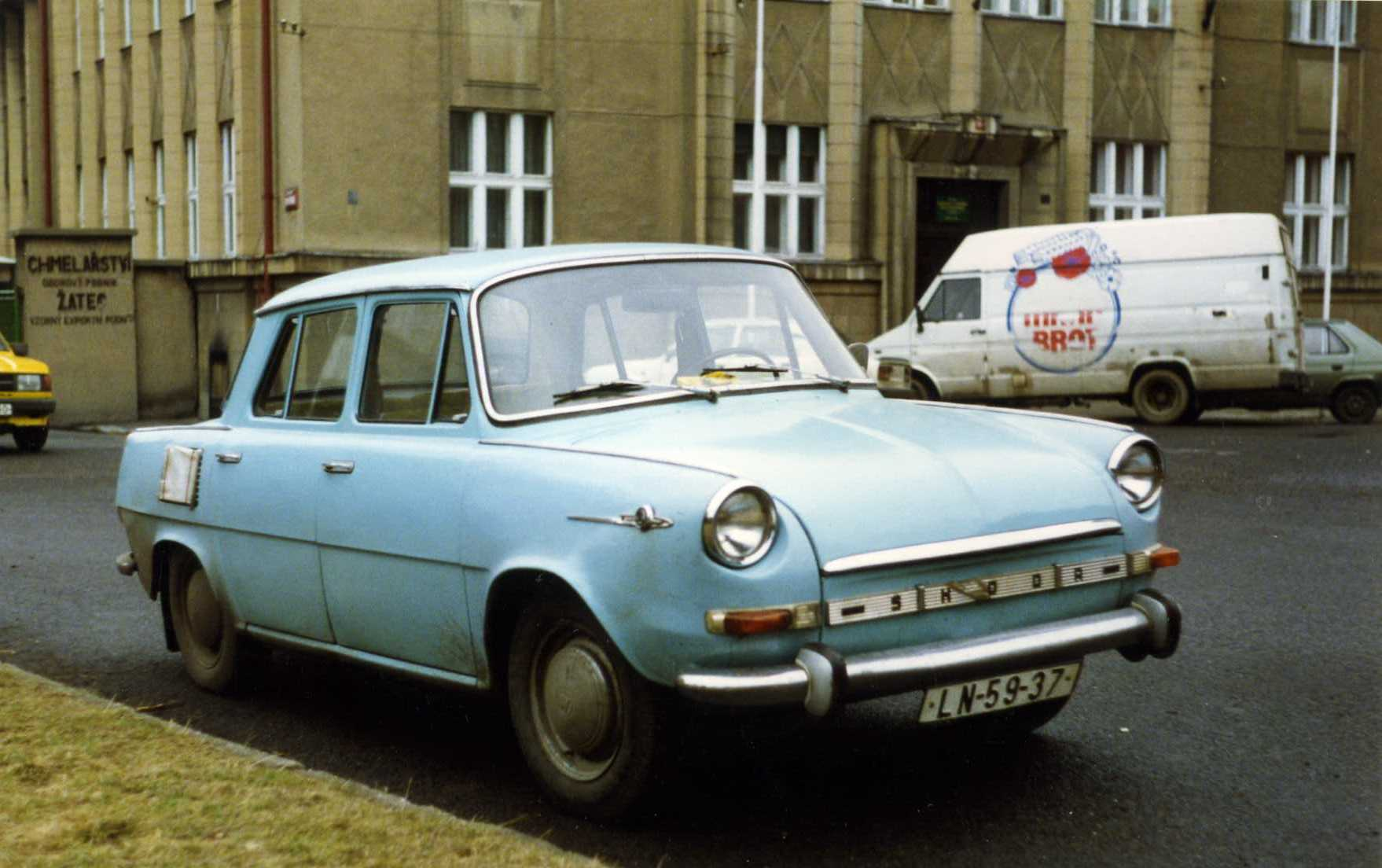
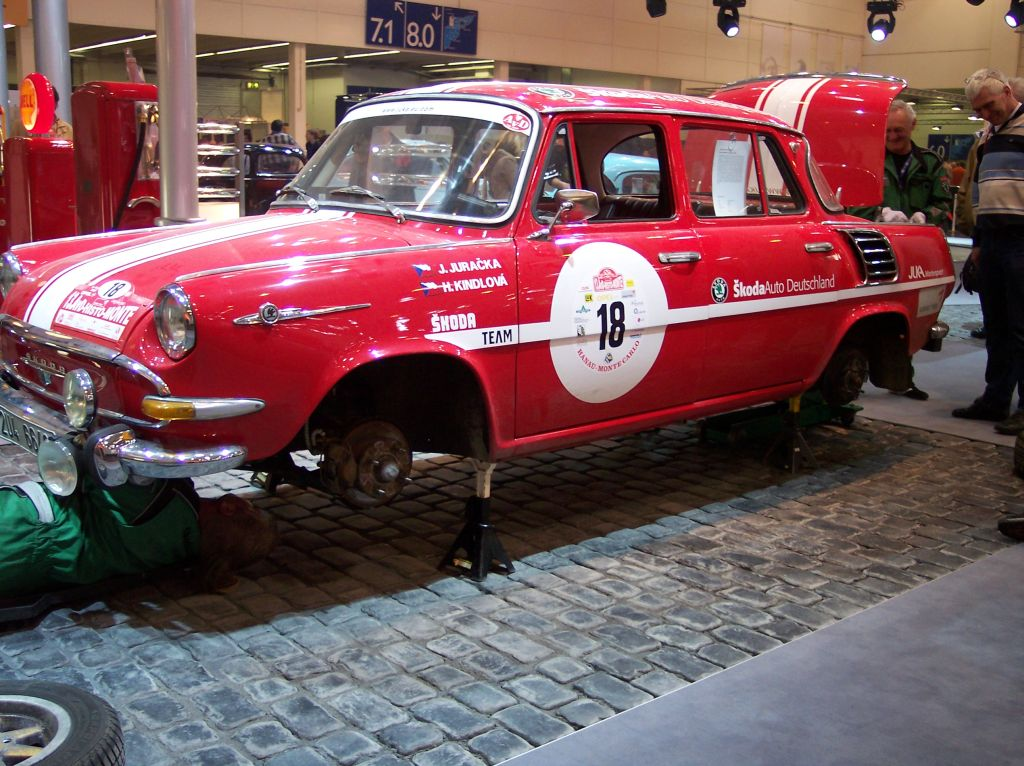
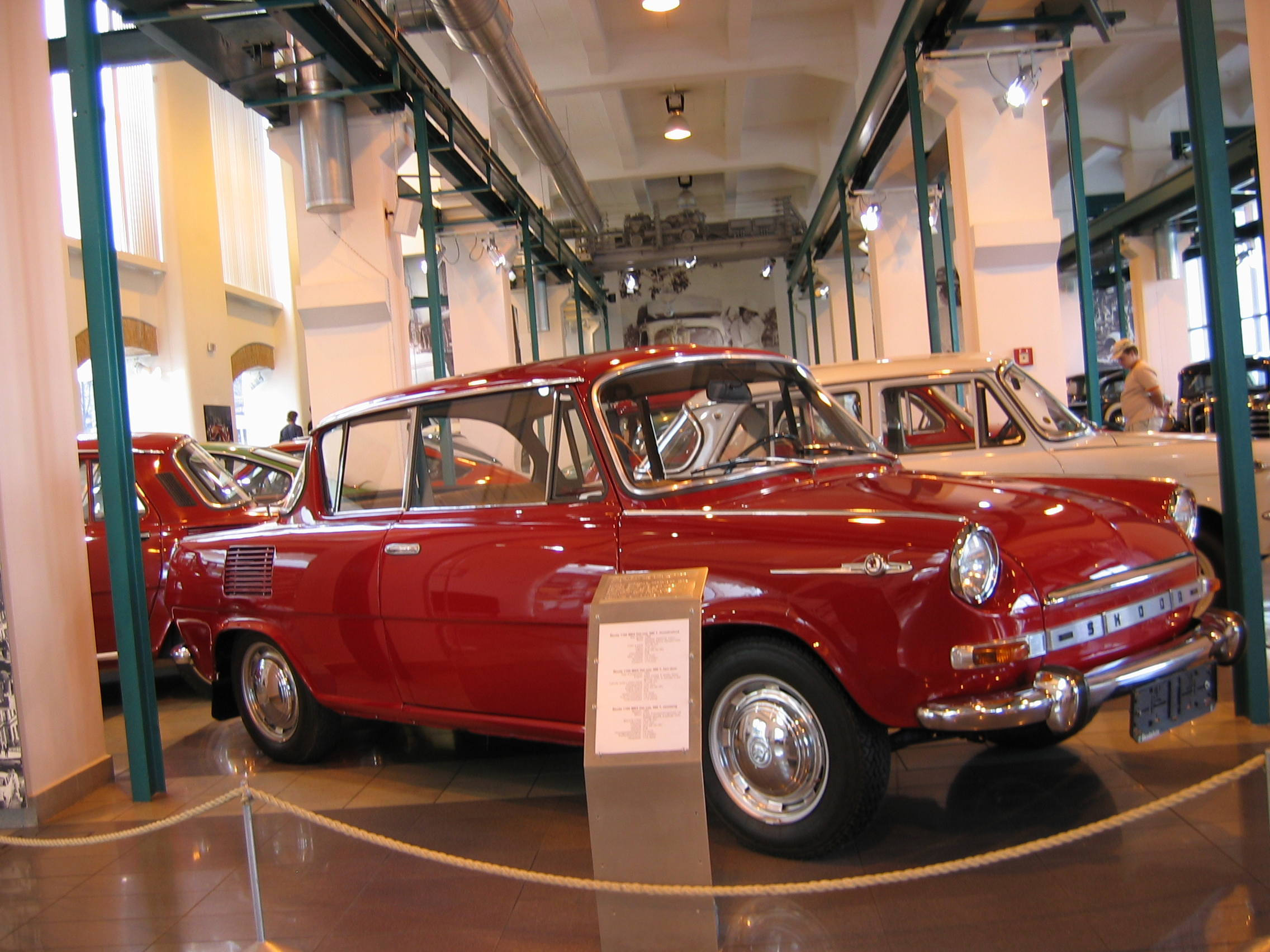